# Католицизм в Ботсване

Ботсвана

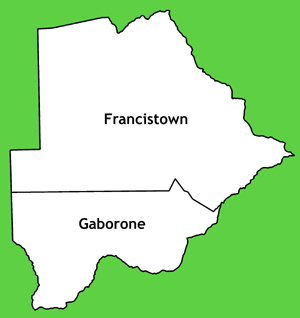
Карта католических епархий Ботсваны

Католицизм в Ботсване или Католическая церковь в Ботсване является частью всемирной Католической церкви. Численность католиков в Ботсване составляет около 77 тысяч человек (5 % от общей численности населения).

## История
Первые католические миссионеры из монашеского ордена иезуитов появились на территории нынешней Ботсваны в апреле 1879 года. В 1886 году сюда прибыли монахи из Конгрегации Святого Духа. По различным причинам эти католические миссии через некоторое время пришли в упадок, и деятельность Католической церкви в Ботсване до 1952 года ограничивалась нахождением здесь нескольких миссионеров.
В 1952 году сюда прибыли монахи-пассионисты из Ирландии, и деятельность Католической церкви в стране активизировалась. В 1959 году Святым Престолом была учреждена апостольская префектура Бечуаналенда. В 1970 году в Ботсване была учреждена первая епархия Габороне, которая вошла в митрополию Блумфонтейна в Южной Африке.
В 1981 году был рукоположен в епископа первый представитель местного населения.
В 1998 году в Ботсване был учреждён апостольский викариат Франсистауна, который был поручен монахам-вербистам.
В сентябре 1988 года Ботсвану посетил с пастырским визитом Римский папа Иоанн Павел II.
7 февраля 2007 года в Ботсвану был назначен апостольский нунций, резиденция которого находится в Претории.
2 октября 2017 года Апостольский викариат Франсистауна был преобразован в полноценную епархию.

## Структура
В настоящее время в Ботсване действуют две епархии: Габороне и Франсистауна (обе епархии входят в митрополию Претории), 26 приходов, 2 епископа.
Католическая церковь Ботсваны входит в Конференцию католических епископов Южной Африки.

## Источник
- Католическая Энциклопедия, т. 1, М., изд. Францисканцев, 2002, стр. 714, ISBN 5-89208-037-4